# Веймарское собрание поэтов
Веймарское собрание поэтов (с 1940 года — Собрание европейских поэтов) — ежегодное мероприятие в Третьем рейхе, одно из основных литературных событий нацистской Германии.
Организатор — Имперское министерство народного просвещения и пропаганды, конференц-зал располагался в отеле «Элефант» в Веймаре. Первая встреча носила характер рабочего совещания, которое было оформлено различными праздничными мероприятиями (оперные и театральные постановки, приёмы). Кульминацией был акт чествования погибших за Рейх.
В собрании принимали участие «самые важные немецкие писатели того времени» (то есть те, кто остался и был признан в нацистской Германии), а также иностранные поэты из стран, союзных Германии, и из числа коллаборационистов в оккупированных странах. «Осенняя поездка французских писателей» в 1941 году на вторую международную встречу поэтов стала всемирно известной благодаря участию французских авторов — Роберта Бразильяка, Пьера Дриё Ла Рошеля, Абеля Боннара, Рамона Фернандеса, Андре Френьо, Жака Шардонна и Марселя Жуандо, которых к привлёк к данному мероприятию член парижской пропагандистской эскадрильи Герхард Хеллер. Финский писатель Арви Кивимаа написал отчёт, опубликованный в Германии в 1944 году..
В 1941 году в собрании принял участие Ханс Каросса и был избран председателем Европейской ассоциации писателей (ESV), состоявшей из немцев в Германии, «фольксдойчей» и коллаборационистов. Уже в следующем году он старался не вспоминать о «досадном событии». Генеральным секретарем ESV был Карл Роте. В 1942 году вице-президентом ассоциации стал итальянец Джованни Папини.

## Участники (1941)
Во встрече 1941 года приняли участие литераторы из 14 стран (в том числе 15 из Германии):
- Бельгия: Феликс Тиммерманс, Фердинанд Веркноке (нидерл. Ferdinand Vercnocke), Эрнест Клаас[англ.], Филип де Пиллецин (нидерл. Filip De Pillecyn; 1891—1962)
- Болгария: Фани Попова-Мутафова
- Дания: Свенд Флерон[нем.]; Эйнар Ховальт (дат. Ejnar Howalt; 1891—1953)
- Финляндия: Арви Кивимаа (фин. Arvi Kivimaa; 1904—1984); Вейкко Антеро Коскенниеми
- Франция: Робер Бразийак; Пьер Дриё Ла Рошель; Абель Боннар; Рамон Фернандес (фр. Ramon Fernandez; 1894—1944); Андре Френьо (фр. André Fraigneau; 1905—1991); Жак Шардонн; Марсель Жуандо
- Германия: Мориц Ян; Август Хинрикс; Фридрих Шнак; Ханс Бауман; Ханс Каросса; Ханс Йост; Бруно Брем; Пол Альвердес; Карл Генрих Ваггерль
- Италия: Эмилио Чекки, Антонио Бальдини, Элио Витторини, Артуро Фаринелли[итал.], Альфредо Ачито (итал. Alfredo Acito; 1898—1953), Джулио Коньи (итал. Giulio Cogni; 1908—1983), Марио Сертоли (сопровождал писателей как представитель Министерства культуры)[6], Энрико Фальки[англ.][7]
- Хорватия: Антун Бонифачич (хорв. Antun Bonifačić; 1901—1986)
- Нидерланды: Ринче Питер Сибесма (нидерл. Rintsje Piter Sybesma; 1894—1975), Анри Брюнинг (нидерл. Henri Bruning; 1900—1983)[8]
- Норвегия: Коре Бьёрген (нюнорск Kåre Bjørgen; 1897—1974), Ларс Хансен
- Румыния: Николае Хереску (рум. N.I. Herescu; 1903—1961); Ион Сан-Джорджиу (рум. Ion Sân-Giorgiu; 1893—1950)
- Швеция: Эйнар Мальм (швед. Einar Malm; 1900—1988)
- Швейцария: Йон Книттель[англ.](псевдоним Германа Эммануэля Книттеля)
- Испания: Эрнесто Хименес Кабальеро (исп. Ernesto Giménez Caballero; 1899—1988); Луис Фелипе Виванко (исп. Luis Felipe Vivanco; 1907—1975)
- Венгрия: Йожеф Ньирё[9]

Организаторами и участниками с немецкой стороны были: Вильгельм Хегерт, Имперская палата писателей (Reichsschrifttumskammer); Карл Роте; Карл Хайнц Бремер, Немецкий институт в Париже, заместитель Карл Эптинг; Фридрих Бран, глава французского комитета министерства иностранных дел в Берлине; Герхард Хеллер, цензор оккупационного командования во Франции. В Веймаре иностранные гости встретились с представителями немецкой национал-социалистической литературы, такими как Мориц Ян и Фридрих Шнак.